# Siklawa (King George Island)
Siklawa ist ein 200 m hoher Wasserfall an der Südküste von King George Island im Archipel der Südlichen Shetlandinseln. Er befindet sich am Chopin Ridge und mündet in das nördliche Ende der Polonez Cove.
Polnische Wissenschaftler benannten ihn 1980 nach dem Wasserfall Siklawa im polnischen Teil der Hohen Tatra.